# Edward Teller
Edward Teller (izvorno mađarsko ime: Teller Ede) (Budimpešta, 15. siječnja 1908. – Stanford, 9. rujna 2003.) je američki fizičar mađarskog podrijetla. Radio u Nacionalnom laboratoriju Los Alamos i smatra se izumiteljem američke vodikove bombe.
Kao Židov emigrirao je u SAD 1930. godine. Bio je jedan od prvih članova Projekta Manhattan koji je pokrenut s ciljem razvijanja atomske bombe. U ovom se razdoblju snažno zalagao za razvoj oružja baziranih na fuzijskoj reakciji. Nakon priznanja o kontroverznoj ulozi u svjedočenju protiv kolege Roberta Oppenheimera doživio je osudu javnosti, ali je i dalje imao podršku vlade SAD-a i vojnog vrha. Bio je suosnivač, te dugogodišnji ravnatelj i zamjenik ravnatelja Nacionalnog laboratorija Lawrence Livermore.
U kasnijim godinama postao je poznat po svom zalaganju za kontroverzna tehnološka rješenja za civilne i vojne svrhe, a naročito je poznat njegov prijedlog da se iskoristi termonuklearna eksplozija za iskopavanje pristaništa na Aljaski. Bio je i zagovarač Reaganove obrambene strategije, iako su ga kasnije optuživali za nerealne najave mogućnosti budućih oružja.

## Reference i linkovi
- LLNL's Stranica Edwarda Tellera
- Lekcije Edward Tellera- Laseri i inerciona fuziona energija
- "Uloga Edwarda Tellera u Oppenheimerovom saslušanju "  Arhivirana inačica izvorne stranice od 17. studenoga 2015. (Wayback Machine) intervju s Richard Rhodesom